# Райна Делибашева
Райна Димитрова Делибашева е български архитект и деец на туристическото движение.

## Биография
Родена е през 1909 г. в Търново. През 1933 г. завършва архитектура в Берлин. В 1933 – 1934 г. е стажант-архитект в строително бюро в Търново, през 1940 г. работи като архитект в Министерство на търговията, промишлеността и труда. От 1944 до 1963 г. работи в проектантската организация „Транспроект“. Умира през 1979 г.
Личният ѝ архив се съхранява във фонд 104А в Централен държавен архив. Той се състои от 34 архивни единици от периода 1909 – 1983 г.